# 大摩拉瓦河
大摩拉瓦河（羅馬化：Velika Morava）是塞尔维亚一个大型河流系统摩拉瓦河的最终阶段。

## 长度
大摩拉瓦河是南摩拉瓦河与西摩拉瓦河在小城斯塔拉奇附近合流而形成的。斯塔拉奇是塞尔维亚中部的一个铁路枢纽。从这里开始到它在斯梅代雷沃东北注入多瑙河它共长185千米。与西摩拉瓦河算在一起的总长度为493千米。南摩拉瓦河是摩拉瓦河流系统的自然发源地，它本来比西摩拉瓦河长，但是通过河床调节它今天比西摩拉瓦河短。在整个摩拉瓦河流系统上均进行了河床调解，因此整个摩拉瓦河流系统比过去要短，过去它共有600多千米长。今天最远的摩拉瓦河流系统的源头是伊巴河的源头，它是西摩拉瓦河最长的支流，起源地在蒙特内哥罗。加上伊巴河的长度整个伊巴河-西摩拉瓦河-大摩拉瓦河河流系统的长度为550千米，这样一来它是巴尔干半岛上最长的河流。

## 地理

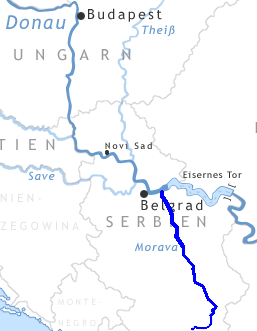
大摩拉瓦河

大摩拉瓦河的流域面积为6,126平方公里，整个摩拉瓦河的流域面积为37,444（其中1,237平方公里在保加利亚境内，44平方公里在马其顿共和国境内），这覆盖了塞尔维亚总面积的43.38%。大摩拉瓦河流过塞尔维亚最富饶和人口密集的中部地区，这个地区被称为摩拉瓦河谷。事实上这里是20万年前干枯了的潘诺尼亚海的一个湾。过去这里已似乎无尽头的森林而著称，但是今天这些森林已经所剩无几。它流入多瑙河的地方是一个巨大的产煤的谷地。大摩拉瓦河在其注入多瑙河处的平均流量为每秒225立方米。

## 支流
大摩拉瓦河的支流均比较短，其中最长的也只有79千米，其它甚至很少超过50千米。许多这些支流的流量非常小，但是在多雨的年里它们会造成大水。大水是整个摩拉瓦河流系统的一个重要问题。在注入多瑙河处大摩拉瓦河分支。

## 治理
大摩拉瓦河是一条典型的曲折河流，它原长245千米，但是从它的开始点到它注入多瑙河的位置的空间直线只有118千米，其曲折比为118：245，是欧洲最高的河流。
河床宽度在80至200米之间，深可达10米。大摩拉瓦河在历史上多次更改河床。老的河床弯曲处今天成为小的湖泊。南摩拉瓦河的水土流失量非常大，它每年带来的泥沙不断抬高大摩拉瓦河的河床，更加加剧了大水的次数。
从1966年开始在所有三条摩拉瓦河上均开始进行大型工程来防止将来的洪水。在其支流上建立了一系列水库，河床的迂回被打通，河床被直化，变短（在大摩拉瓦河从245千米缩短到185千米），计划甚至还要继续缩短到152千米，而且使它重新可以行船。
本来共计划设立18座水库，切断23个迂回，并建立一系列堤坝和密集地植树。但是1980年代，尤其是1990年代的经济危机以及前南斯拉夫的战争使得这些计划全部被停止。
今天大摩拉瓦河及其支流依然经常泛滥，虽然河流上游的城市和村庄使用挖泥船其河床依然提高。

## 行船
今天大摩拉瓦河上仅出口附近约3千米的长度可以行船。在历史上它约3/4的长度可以行船。1966年开始治理河道时本来计划使得它重新可以行船，甚至完全可以行船。但实际上当时这个计划就不太可行。不但如此，有时还会有通过摩拉瓦河通向爱琴海的计划会在媒介提出。不过这个计划的技术困难十分大，而且即使真的要进行也太昂贵。

## 居民点
尽管大摩拉瓦河流域几乎始终是塞尔维亚人口最多的地区，但是由于其洪水人们几乎都居住在离河床一定距离的地方。

## 传统
罗马人称大摩拉瓦河为。在19世纪里其河谷是现代塞尔维亚的摇篮。迄今，仍有许多民謠歌唱其富饶，也歌唱它氾濫時所带来的破坏和死伤。